# 海街diary
『海街diary』（うみまちダイアリー）は、吉田秋生による日本の漫画作品。『月刊フラワーズ』（小学館）にて、2006年8月号から2018年8月号まで不定期連載された。『ラヴァーズ・キス』とのクロスオーバー作品である。また作者曰くこの二作品と今後描く作品で鎌倉三部作を考えている。番外編「通り雨のあとに」はスピンオフ作品『詩歌川百景』に繋ぐエピソードになる。
第11回文化庁メディア芸術祭マンガ部門2013、第61回小学館漫画賞一般向け部門受賞。2023年6月時点でシリーズ累計発行部数は420万部を突破している。
2015年に実写映画が公開。2017年に舞台化作品が上演。

## あらすじ
神奈川県鎌倉市で暮らす香田三姉妹の元に、自分たちが幼いころに離婚して家を出て行った父の訃報が届いた。次女・佳乃は15年以上会っていない父の死を特に何とも思えず、父との思い出が殆どない三女・千佳も佳乃と同じ気持ちだった。それでも長女・幸の頼みで葬式に出るために山形へ赴いた佳乃と千佳は、そこで年齢の割にしっかりしている中学1年生の異母妹・浅野すずと初めて出会う。
既に母も亡くしていたすずは父の再々婚相手の家族と暮らしていた。気丈だが感情を見せないすずに対し、葬儀の打ち合わせで会った亡父の妻・陽子は頼りなく、佳乃はすずの今後について安請け合いする陽子に不信感を抱く。妹2人と違って記憶が確かな幸は父を許せず、夜勤を口実に欠席するつもりだったが、妹からのメールで事情を知ると徹夜を押して急行して葬式に出席する。葬式からの帰り、すずは幸から亡父のことで感謝の言葉をかけられ、堪えていた感情が爆発するように号泣した。幸はそんなすずに「鎌倉に来て一緒に暮らそう」と誘い、すずは快諾した。
そして、四十九日を済ませた翌週に、父を亡くした地を後にしたすずが鎌倉の異母姉たちが住む一軒家に引っ越してきた。異母妹を「四女」として迎えた香田家の新たな共同生活が始まる。
月日が流れ、鎌倉の生活に馴染んだすずの下を金沢から母の妹だという人が訪ねてくる。すずは不倫から始まった両親の関係や自身の出生に関して負い目を感じており、特に自分の母の話題を香田家では避けていた。母の実家は自分達を嫌って縁を切ったと思い込んでいたため、叔母の訪問を受けても今更という気持ちが強かった。しかし叔母から母とその実家の事情を聞いて、お互いを大切に思い合っていたことを知り、遺産相続の話し合いのために姉たちと金沢を訪れた際に伯父から亡母の振袖を贈られる。
さらに月日が流れ、中学3年に進級したすずは高校進学について選択する立場になるが、普通の高校か奨学金を貰える女子サッカーのある高校かを決められず、ヤスこと井上監督を介して打診のあった静岡の掛川学院からのオファーにも戸惑うばかりだった。また、幸、佳乃、千佳の恋愛模様も新たな局面を迎えていた。

## 登場人物

### 香田家
香田幸（こうだ さち）
長女。物語開始時、29歳。容姿は黒髪のショートカット。鎌倉市民病院の内科病棟に勤務する看護師。通称は「シャチ」。妹には「愛の旅人」と呼ばれる。
父親を喪い憔悴していた異母妹のすずを気にかけ、鎌倉に引き取った。生真面目で毅然とした性格は教師だった母方の祖母譲りで、実の母・都とは会うたびに衝突し、妹たちと口論になることも少なくない。同じ病院の小児科医・椎名和也と不倫関係だったが、彼とのボストン行きの誘いを断って関係を断つ。その後、師長から打診されていた緩和ケア病棟に異動し、主任に昇格したほか、7巻では同じ病院に勤務する井上泰之と恋仲となった。実は弱いのに飲みたがり泥酔する。交際相手と上手くいかないと果物を大量に買ってくる傾向にある。
千佳が妊娠した事実をたまたま知ったすずに口止めし、千佳が子供の父親である三蔵にすら隠そうとしたことを知って叱責する。
香田佳乃（こうだ よしの）
次女。物語開始時、22歳。容姿はパーマをかけたセミロング。短大卒業後に地元の鎌倉八幡信用金庫で働くOL。当初は信用金庫の窓口業務がメインだったが、3巻目で上司の坂下課長と共に外回りも担当するようになった。通称は「よっちゃん」。他の姉妹からは「愛の狩人」と呼ばれる。
カマドウマが苦手。仕事柄、金に関してシビアだが、その反面、酒癖が悪い上に男運が極めて悪く、昔ホストに100万円貢いだことがある。（『ラヴァーズ・キス』の1年前の）藤井朋章と付き合っていたが、朋章が高校生だとは知らず、また佳乃の方も朋章には外資系企業で働いていると偽っており、後に互いの秘密が暴露され、関係に終止符を打つ。それ以降はしばらく男に縁がなく酒に愉しみを見出していたが、新しく上司になった坂下美海に恋心を抱き、猛烈にアタックして仕事に意欲を燃やすようになり、美海と相思相愛の仲になる。
香田千佳（こうだ ちか）
三女。物語開始時、19歳。容姿は冒頭では団子に結わえていたが、恋人である浜田三蔵店長とお揃いにするため、父の葬儀の前日にアフロヘアーにした。顔にそばかすがある。スポーツ用品店「スポーツ・マックス」藤沢店勤務。
行動は破天荒で一番掴み所のない性格。勤務先が後援をしている縁で地元のサッカークラブ・湘南オクトパスのメンバーと面識がある。口論の頻度が多い幸と佳乃の関係の本質を理解している。すずと特に仲が良く、三蔵の子を妊娠していることを告げた。姉たちに叱責されて妊娠を三蔵に告げ、帰国した彼と結婚した。すずの卒業式の日、息子・走馬（らんま）を出産した。
実写映画版では髪型は変わらず終始シニヨンにしている。一部のシーンでは眼鏡を掛けている。
浅野すず（あさの すず）
本作の主人公。香田三姉妹の異母妹。引き取られた先の香田家での立場は「四女」。
物語開始時、13歳。誕生日は8月7日。容姿は黒髪のショートヘアだったが、鎌倉に来てからボブカットに変えた。基本的に積極的で明るい、しっかり者の少女。
金沢の呉服屋の娘である母親の喜和子が香田家の婿養子だった父親の浅野と不倫関係に陥り、鎌倉から駆け落ちした後に生まれた。母がクモ膜下出血で亡くなるまでは仙台におり、全国大会で優勝経験のあるジュニアサッカーの強豪「青葉JFC」でレギュラーだった。父の葬儀で面識を得た香田三姉妹に引き取られ、鎌倉へ引っ越してくる。亀ヶ谷中学に転校し、「湘南オクトパス」に入団して本来の活発さを発揮するようになる。
当初、裕也に想いを寄せていたが、想いを告げる前に彼女の存在を知ったことで失恋した。その後、徐々に風太の存在が大きくなっていき交際を始める。静岡県の男子サッカーの強豪校・掛川学院から女子サッカー部の新設に伴い、スポーツ特待生枠での入学を打診され、それを受ければ姉達と一緒にいられなくなると悩むが、風太に背中を押されて静岡に行く決心をし、高校進学のために一旦住み慣れた鎌倉を離れる。
母方の親族が母を見捨てたと悪感情を抱いていたが、母が自ら縁を切っていたことを叔母から聞き誤解していたことを知る。
その10年後、番外編「通り雨のあとに」で、守がすずを「昔サッカーをやってた」と言い、元選手だと示唆される。父の十三回忌を機に両親の墓を鎌倉に移すことにし、甥たちを連れて山形に赴き、久しぶりに再会した義弟・和樹に風太と結婚する旨を報告した。その際、顔は描かれなかった。

### 湘南オクトパス
多田裕也（ただ ゆうや）
湘南オクトパス・ジュニアのエースで主将だったが、利き足である右足の脛に悪性腫瘍ができたため、右足の膝から下を切断。リハビリの後に義足でチームに復帰するが、後にサッカー選手の夢を諦めた。背番号は10。亀ヶ谷中学では2年次にすずのクラスメイトとなる。父親を早くに亡くしており、母子家庭で経済状況は芳しくない。そのため、特待生の話が来ても断った。
スマートで気遣い上手に見えるが実のところは鈍感で、すずと美帆に想いを寄せられていたことに気づかない。3巻で彼女がいることが発覚するが、その彼女とは受験勉強もあって擦れ違いの末に別れてしまう。その後、すぐに新しい彼女ができる。
尾崎風太（おざき ふうた）
すずのクラスメイトで、湘南オクトパスのチームメイト。背番号は18。髪型はスポーツ刈り。家は酒店で大家族。裕也の発病により主将を引き継いだ。すずに恋するが、告白できないでいた。そんな煮え切らない態度に気付いた友人たちに後押しされる形で、すずとの交際を始める。本人に自覚はないが、観察力に優れている。すずに舞い込んだサッカー特待生の話に動揺するが、彼女が鎌倉からいなくなることを一番怖れながらも静岡に行くすずを応援する。
誕生日は9月18日。
『ラヴァーズ・キス』の登場人物・尾崎美樹の弟。
緒方将志（おがた まさし）
すずのクラスメイトで、湘南オクトパスのフォワード。背番号は7。通称は「マサ」。小学校まで大阪にいたが、サラリーマンの父の転勤で鎌倉に引っ越してきた。興奮すると関西弁を捲くし立て、口が軽く気が短い上に空気が読めない。その性格のおかげで聞き辛い情報を相手から聞き出すのが上手いが、周囲に「あいつに知られたら全鎌倉市民に知られたも同じ」と警戒されている。
『ラヴァーズ・キス』の登場人物・緒方篤志の弟。
坂下美帆（さかした みほ）
藤沢女学園に通う中学生で、すずとは同学年であり湘南オクトパスの正ゴールキーパー。通称：みぽりん。裕也にずっと想いを寄せていたが、告白して玉砕して諦めた。腰越漁港の漁師の家の4人兄妹の末っ子で、長兄は鎌倉八幡信用金庫で働いている佳乃の上司（美海）、次兄は漁師を継いだオクトパス・ジュニアの1期生（美波）、三兄は高校生で緒方将志の兄である篤志の友人（渚）。
誕生日は9月17日。
井上泰之（いのうえ やすゆき）
湘南オクトパス・ジュニアユースの監督。市民病院のリハビリ科に勤務する理学療法士。通称は「ヤス」。すずを介して、同市民病院勤務の幸と面識を得て、彼女に好意を寄せる。尾崎光良の大学の後輩で、尾崎酒店の常連客。次第に幸と惹かれ合う。
最終巻で鍼灸師の資格を取るための学校に行くために監督を辞めると話している。

### 鎌倉の知人・同僚
大船のおばちゃん
幸、佳乃、千佳の大叔母（母方の祖母の末妹）。すずとは血縁関係はないが、二、三度会話をしてすずの人となりを知ってからは好意的に受け入れている。大船在住で幸たちとはよく連絡を取りあっており、すずにも料理のレクチャーをするなど世話をしている。話が長いのが玉に瑕。
尾崎光良（おざき てるよし）
風太と『ラヴァーズ・キス』の登場人物・尾崎美樹の兄。通称：テル。『ラヴァーズ・キス』にも登場する尾崎酒店の3代目店主。職業柄、藤井家に出入りがある関係で藤井朋章とも個人的に親しい。尾崎酒店のサイトで日本酒愛好会「鎌倉七酔人」を主宰している。大学進学後に家業を継ぎ、高校時代からの恋人・春江と結婚し、6巻で愛息・光道が誕生した。中学生に携帯電話やスマホは持たせないのは家風だと言い張る父親とは裏腹に、時代錯誤と感じて風太にスマホを渡す。
藤井朋章（ふじい ともあき）
本作とクロスオーバーしている『ラヴァーズ・キス』の主人公。物語開始時、17歳。産婦人科の藤井病院の息子。風太には「トモちゃん」と呼ばれている。第1話登場時は大学生と偽って佳乃と恋人関係にあったが、後に互いの嘘がばれて別れた。この時期は稲村ヶ崎のマリンショップ「ドルフィン」でバイトをしながら、長谷にある古びたマンションで一人暮らしをしていた。小笠原でダイビングショップを経営している叔母・美佐子は幸の元同僚。
母親が植木屋の息子・岩崎光司と浮気した過去があり、岩崎にこのことで強請られていた。岩崎が海で自殺した際、殺したのではと警察に疑いをかけられている。複雑な家庭環境で育った者同士、すずとは共感し合う。本作に絡むのは第4話「花底蛇」までで、その後は高校を退学して鎌倉を離れ、小笠原の叔母の元で暮らしている。2年後の19歳時点では、小笠原でイルカの研究をしている大学講師のサポートをしていて大学での学びに興味を持ったらしく、大検を受けて大学に入る意思が示されている。その先生と一緒に「東京海洋大学海洋生物研究所小笠原鯨類調査団 2013．春」と映っている記念写真が電子メールで光良の元に送られてきていた。
浜田三蔵（はまだ さんぞう）
千佳の勤め先・スポーツマックス藤沢店の店長にして千佳の彼氏。井上泰之の大学時代の先輩。初登場時の髪型はアフロヘアーで、風太らにはアフロ店長で定着している。四人兄妹の三男で、曰く「千佳とは真反対」。登山が趣味で、過去にマナスル登頂に成功している。過去のエベレスト登山中に遭難しかけ、凍傷で足の指を3本ずつ失っている。自身が登山家としての現役時代に世話になったシェルパのアン・パサンが息子を得た矢先、酔っ払って足を滑らせて増水した川に落ち溺死したことを社長から知らされ、山岳会の仲間である高山と共に追悼式に出席すべくネパールのシェルパの村に向かう。アン・パサンの死の報せを受けた直後、福田に相談した際、何かに悩み迷っていた。千佳が自身の子を妊娠していることを知り、慌てて病院に駆けつけて結婚を申し込んだ。
椎名和也（しいな かずや）
市民病院の小児科医。小児ガンに詳しい。裕也の主治医。精神を病んだ妻とは別居しており、幸と3年間不倫関係にあった。ボストン行きを切っ掛けに離婚を決意。幸との関係にも終止符を打つ。すずには“シカ先生”と呼ばれていた（クリスマスを迎えた小児病棟で、トナカイの帽子をかぶって回診していたため）。
高野（たかの）
幸の上司。内科と緩和ケア病棟の師長で、緩和ケア病棟が新設された際に幸を引き抜き、主任に推薦した。
アライ
幸の同僚の看護師。作中では一度も顔を見せておらず、後ろ姿も一度しか描かれていない。同僚からは一貫して苗字のみ、尚且つ片仮名で呼ばれているため、具体的なフルネームやプロフィールは不明である。滅茶苦茶な対応ばかりして同僚に迷惑をかけてばかりで、だらしなく看護師としての技術も未熟にみられる。その一方で患者にとって致命的なミスは絶対にせず、他の者が気付かなかった患者の気持ちを察したり死んだ患者に対しても声掛けを行うなど、彼女のミスは本当に大切なこととそれ以外との落差が激しいことに起因する。そのためか患者からの信頼は厚い。それに気がついた幸の推薦により、幸と共に緩和ケア病棟に異動する。彼女の夜勤時には急変・急患を呼ぶ、と同僚に恐怖される。霊感が強いとも描かれる（亡くなった患者がその日非番だった自分のところにあいさつに来てくれた、と語る）が、冗談か実話かは不明。
最終巻でも描かれたのは顔の下半分だけであり、最後まで顔が不明だった。
坂下美海（さかした よしみ）
美帆の長兄。佳乃の上司の係長。都市銀行から地元信用金庫に転職した経歴を持つ。現在は佳乃と組んで外回りをしている。尾崎酒店の常連客。人懐こそうな見た目とは裏腹に、他人にはなかなか心を見せなかった。実は担当していた客が踏み切りで自殺し、それ以来、自身を責め苛んでいた。その後、佳乃と恋仲になる。
二ノ宮幸子（にのみや さちこ）
大衆食堂「海猫食堂」の店主。将志の一家と家族同様の付き合いがあり、海猫食堂はすずたち湘南オクトパスのメンバー・市民病院の職員・信用金庫の職員など、地元民に広く贔屓にされていたが、母親を看取った半年後に自身も末期癌を患い、幸が勤める緩和病棟で亡くなった。
実写映画版では原作と異なり序盤から登場している。
福田仙一（ふくだ せんいち）
喫茶店「山猫亭」の店主。幸子の友人で、その死後、海猫食堂のレシピを一部引き継いで山猫亭で提供している。尾崎酒店の常連客。関西出身で非常に口は悪いが、配慮に長けている。17歳の時に自動車整備工場を営んでいた父親が資金繰りに行き詰って首を吊り、母親が債権者に頭を下げまくって2年後に亡くなった。父が援助を断られた、父の妹である叔母の息子（自身の父方の従兄弟）に危ない相場へ手を出させ、ヤクザの紐付きの金貸しを紹介して自殺に追い込んだ過去がある。自身の働いていたエベレストのホテルに泊まってみたいという二ノ宮の願いをはぐらかしていたことを悔やんでおり、将志が北鎌倉高校の受験に合格した頃、ヒマラヤを目指して旅立った。
実写映画版では原作と異なり序盤から登場している。映画版では海猫食堂の味を原作とは異なり自分で受け継ぐと言っている。
緒方ミドリ（おがた みどり）
将志の母。海猫食堂のパート店員。海猫食堂が二ノ宮の死で閉店した後は、山猫亭の手伝いをして海猫食堂のメニュー再現に力を注いでいる。
加藤乃恵留（かとう のえる）
豪福寺の住職。山猫亭及び尾崎酒店の常連。惚れっぽいのが仇で2回も妻に逃げられ離婚しているが、懲りもせず佳乃に粉をかけている。美帆の長兄の下の名前が「美海（よしみ）」だと知って爆笑するが、佳乃には「お前はノエル（フランス語でクリスマスの意味）だろーが」と内心呆れられたことを知らない。最初の妻との間の一人息子・留伽（るか）が寺を継ぐことになるが、息子の名前でも佳乃に呆れられた。
尾崎光道（おざき てるみち）
光良の息子。風太の甥。6巻で産まれている。番外編「通り雨のあとに」で、少年になり登場する。
浜田走馬（はまだ らんま）
千佳と三蔵の息子。すずの甥。最終回のすずの卒業式の日に産まれた。番外編「通り雨のあとに」で、10歳の少年になり登場する。

### その他
今井都（いまい みやこ）
幸、佳乃、千佳の母。夫に捨てられた2年後、幼かった娘たちを仲の悪い実家の母に押しつけて再婚相手となる男の処へ逃げるように去った。そのこともあり、反りの合わない幸とは会う度に衝突し、下の娘達の顰蹙を買っている。
浅野（あさの）
香田姉妹の父。香田家の婿養子だったが、不倫に走って妻と幼かった娘たちを捨て、後にすずの母となる不倫相手の季和子と駆け落ちして仙台に移り住む。季和子の急死後、すずと共に山形に移り、陽子と再々婚した。山形の河鹿沢温泉の旅館「あづまや」で働いていたが、末期の胃癌を患い亡くなった。香田家に残した娘たちの写真を大切にしていた。
浅野季和子（あさの きわこ）
すずの母。旧姓は「北川」。浅野と不倫関係に陥り双方共に家を捨てたため、浅野の元妻や娘達には夫、父を奪い申し訳ないと思っており、実家とも自ら縁を切って、生活費の足しにとお金を渡そうとした母の申し出も断った。何故そこまでと詰問した兄に対しては、すずという宝物を授かった自分は、これ以上何も受け取るわけにはいかないと答えた。しかし、当事者同士のみの判断であるため、娘であるすずには親族から見捨てられたと悪感情を抱かせる原因となった。
陽子（ようこ）
浅野の再々婚相手。前夫のDVの相談に親身にのってくれた浅野と再婚したため、短期間、すずの義母だった。両親の事故死後、叔父・飯田夫婦に甘やかされて育ったためか精神的に脆く、口さがない近隣住民から「男好き」と称されるように少々だらしがない。佳乃曰く「自分たちの母親そっくり」。夫の死後、その一周忌の前に別の男との再々婚を前提に米沢に移り住む。後に、その相手との間に守という男の子を産むが、和樹を預けていた叔父夫婦に預けて以降は消息不明。
飯田和樹（いいだ かずき）
陽子の連れ子。物語開始時、小学2年生。母がすずの父親と再婚したため、短期間、すずとは義姉弟だった。すず曰く「なんちゃって弟」の1人。義父の死と義姉すずが去った後、1年も経たずに再々婚した母の相手に馴染めず、米沢に移った母と弟・智樹（ともき）と別れて子のない大叔父の飯田夫妻に引き取られる。
番外編「通り雨のあとに」では20歳になり、温泉旅館「あづまや」で働く姿が描かれる。弟・智樹が15歳の時に傷害と窃盗で更生施設に入り、退所後に借金を頼んだのを拒絶した直後、智樹がお布施を盗んだと聞かされて真に受け、住職の母子に謝罪した。ただし、その証言をした人物は問題のある人間なので真偽のほどは定かではない。離れていた時間と距離が作った溝があり、弟よりも悪意のある人物の発言を信じてしまう。
一緒に大叔父夫婦の養子となった異父弟・守と共に「あづまや」で暮らしている。養親の大叔父は亡くなり、大叔母も夫の死で認知症が一気に進んで介護施設に入っているが、先は長くないとみられる（後に『詩歌川（うたがわ）百景』作中にて死去）。両親の墓を鎌倉に移したため、すずは2度と山形に来ないだろうと静かに悲しんでいた。
「通り雨のあとに」から繋がるスピンオフ作品『詩歌川百景』の主人公。
智樹（ともき）
和樹の2歳年下の弟。まだ母親が恋しい7歳の頃、再々婚した母・陽子と共に米沢に行った。しかし、すずの父・浅野は例外的に善人だったが、ろくな相手ではない男性とばかり結婚する母親とその2人目の義父との生活はうまくいかず、中学にもろくに通わずに盗みや喧嘩を繰り返し更生施設に入所した。賽銭泥棒だと思われ、兄・和樹に電話で賽銭を盗んだだろうと糾弾されたが、やっていないと否定した。
北川十和子（きたがわ とわこ）
すずの生母・季和子の妹。年齢は幸より若干高い35歳（5巻時点）。実家は金沢の天保元年創業の老舗の呉服屋「扇屋」の末子で次女。タウン誌の編集に携わっている。よく転ぶため、周囲にはそそっかしいと言われている。自身の母（すずの祖母）が亡くなり、孫娘の預金通帳を残していたことを知って、すずの消息を探していた。
北川直人（きたがわ なおと）
すずの従兄。「扇屋」の社長・正人とその妻・里美の息子。心臓に障害を抱えて生後1週間で他界した妹がいた。県立美術大学3年生。ポジティブな方向音痴で、地図やスマホの地図アプリを無視して行動してしまう。叔母の十和子と同様によく転ぶ。
飯田守（いいだ まもる）
陽子と再々婚の相手との間に生まれた少年。生まれてすぐ母親の叔父夫婦に預けられ、和樹と共に旅館「あづまや」を手伝う。番外編及び
スピンオフ作品『詩歌川百景』に登場。
小川妙（おがわ たえ）
旅館「あづまや」の女将の妹の娘であり、大女将の孫娘。高校生。勝気な性格。守と共に番外編及び『詩歌川百景』に登場する。

## 作中に登場する名所
- 江ノ島電鉄 - 長谷駅、極楽寺駅
- 稲村ヶ崎
- 佐助稲荷神社
- 二階堂
- 瑞泉寺（紅葉ヶ谷）
- 大塔宮
- 腰越
- 御霊神社
- 腰越漁港
- 江ノ島
- 極楽寺坂切通し
- 光明寺
- 高徳院
- 大巧寺

## 書誌情報

### 単行本
- 吉田秋生 『海街diary』 小学館〈flowersコミックス〉、全9巻
  1. 「蝉時雨のやむ頃」2007年4月26日発売、ISBN 978-4-09-167025-0
  2. 「真昼の月」2008年10月10日発売、ISBN 978-4-09-167037-3
  3. 「陽のあたる坂道」2010年2月10日発売、ISBN 978-4-09-167040-3
  4. 「帰れないふたり」2011年8月10日発売、ISBN 978-4-09-167048-9
  5. 「群青」2012年12月10日発売、ISBN 978-4-09-167053-3
  6. 「四月になれば彼女は」2014年7月10日発売、ISBN 978-4-09-16-7058-8
  7. 「あの日の青空」2016年1月8日発売、ISBN 978-4-09-167073-1
  8. 「恋と巡礼」2017年4月10日発売、ISBN 978-4-09-167078-6
  9. 「行ってくる」2018年12月10日発売、ISBN 978-4-09-167088-5

### 関連書籍
- 『すずちゃんの鎌倉さんぽ』2008年10月8日発売、ISBN 978-4-09-179028-6
  - 舞台になった鎌倉の紹介本
- 『すずちゃんの海街レシピ』2015年5月8日発売、ISBN 978-4-09-167068-7
  - 作中に出てきた料理の紹介本

## 映画
2015年6月13日に公開。監督・脚本は是枝裕和、音楽は菅野よう子。物語の中心となる“四姉妹”を綾瀬はるか、長澤まさみ、夏帆、広瀬すずが演じた。
第68回カンヌ国際映画祭コンペティション部門出品作品および第39回日本アカデミー賞最優秀作品賞受賞作品。

## 舞台
舞台化作品が、2017年3月31日から4月2日まで新国立劇場・小劇場で上演。脚本・演出は森岡利行。同年10月6日から8日には紀伊國屋ホールで再演。
2022年3月30日から4月3日まで、東京・シアターサンモールと大阪・ABCホールで同じく脚本・演出：森岡利行で再演予定。

### キャスト (2017年版舞台)
- 香田幸（三姉妹の長女） - 山崎真実
- 香田佳乃（三姉妹の次女） - 柳ゆり菜
- 香田千佳（三姉妹の三女） - 門前亜里
- 浅野すず（三姉妹の異母妹） - 木下愛華

| - 範田紗々 - 円谷優希 - 中原由貴 - 森岡里世 - 中島舞香 | - 仁山貴恵 - 富樫未来 - 白石彩妃 - 谷遼 - 石田政博 - 能井拓海 | - 森田亜紀 - 佐藤仁 - 柴田明良 - 中原和宏 |

| - 谷口公美 - 大迫可菜実 - 山田奈保 - 水越嗣美 - 赤羽一馬 | - 松尾彩加 - 内田健太 - 大崎捺希 - 加藤央睦 | - 亀田彩香 - 竹内まゆ - 宇都宮鈴奈 - 中条はるか - 田村実優 | - 小田切幸香 - 松本優也 - 成田章人 - 大井新生 |

### キャスト (2022年版舞台)
- 香田幸（三姉妹の長女） - 花奈澪
- 香田佳乃（三姉妹の次女） - 須藤茉麻
- 香田千佳（三姉妹の三女） - 後藤萌咲
- 浅野すず（三姉妹の異母妹） - KANO

| - 八木将康 - ゆめ真音 - 中本大賀 - 寒川綾奈 - 布施紀行 | - 平井沙弥 - 高野渚 - 佐藤淳 - 細川陽平 - 中原和宏 - 芳本美代子 | - ふじわらみほ - 十勝令子 - 北川都喜子 - 吉田知生 |

| - 岡野圭吾 - 市川大希 - 長谷川幹 - 綾部琥牙 - 田中直人 | - 廣岡聖 - 後藤智香 - 唯木美里 - 中田茉奈実 | - 稲岡志織 - 稲葉ななこ - 榑林里奈 - 鎌倉優奈 - 上村文香 | - 毛利昴人 - 水谷恵麻 - 松本昴 - 佐藤仁 |